# شهرستان مارتین (کنتاکی)
شهرستان مارتن، کنتاکی (به انگلیسی: Martin County, Kentucky) یک سکونتگاه مسکونی در ایالات متحده آمریکا است که در کنتاکی واقع شده‌است.